# Cecilia a Suediei
Cecilia a Suediei (suedeză Cecilia Gustavsdotter Vasa; 16 noiembrie 1540 – 27 ianuarie 1627) a fost prințesă a Suediei ca fiică a regelui Gustav I al Suediei și a celei de-a doua soții, Margaret Leijonhufvud, și contesă de Baden-Rodemachern prin căsătoria cu Christopher al II-lea, Margraf de Baden-Rodemachern. Ea este cea mai cunoscută dintre fiicele lui Gustav Vasa, cunoscută pentru un scandal la curte în legătură cu nunta unei surori și pentru o ședere de lungă durată în Anglia reginei Elisabeta I, unde a născut primul ei copil.

## Biografie
Cecilia a fost descrisă ca fiind cea mai frumoasă fiică a regelui Gustav I, și a fost frecvent menționată datorită frumuseții sale. Din cauza scandalurilor în care a fost implicată a fost oaia neagră a familiei. În prima parte a copilăriei, ea, ca și restul fraților ei, a fost în grija guvernantei Brigitta Lars Anderssons și a verișoarei mamei lor, nobila văduvă  Ingrid Amundsdotter.. După decesul mamei, în 1551, copiii au fost plasați în grija Christinei Gyllenstierna și a mătușilor  Brita și Martha Leijonhufvud înainte ca tatăl ei să se recăsătorească cu Katarina Stenbock.
În 1556, ea și surorile ei au primit o zestre de 100.000 daleri, li s-a pictat portretele și calitățile personale au fost descrise în latină de poetul de curte Henricus Mollerus și prezentate pe piața căsătoriilor dinastice. În 1558 Edzard al II-lea, Conte al Frisia de Est a vizitat Suedia pentru a le întâlni pe Cecilia și pe sora ei mai mare Catarina Vasa și pentru a alege pe una dintre ele conform tratatului comercial semnat în 1557; a ales-o pe Catarina.
Nunta dintre Catarina și Edzard a avut loc la Stockholm, la 1 octombrie 1559. În noiembrie, Catarina și Edzard au plecat la Ostfriesland. În călătoria lor pe teritoriul Suediei au fost însoțiți de Cecilia și de fratele lui Edzard, Johann II de Ostfriesland. În timp ce au locuit la reședința prințului Magnus la Castelul Vadstena, a izbucnit un mare scandal când Johann a fost descoperit fără pantaloni în camera Ceciliei. Scandalul a devenit faimos sub numele de  Vadstenabullret (Trăsnetul de la Vadstena). Johann a fost închis, anchetat, apoi trimis regelui care l-a închis la castelul Örbyhus. La 17 decembrie, Catarina și Edzard au fost trimiși la castelul Västerås sub arest la domiciliu, în timp ce Cecilia și Eric (fratele Ceciliei) au fost chemați la Stockholm.
Cecilia și-a acuzat tatăl că a fost bătută și trasă de păr. Se spune că regele a plâns când a povestit totul reginei. Și-a acuzat cei doi copii: Eric și Catarină că nu au strunit-o pe Cecilia cum a trebuit și l-a mustrat pe Eric că a făcut totul public în loc să fie discret. Catarinei i s-a permis să-și vadă tatăl în iunie 1560. Mama lui Johann și-a trimis ambasadorii în Suedia pentru a trata eliberarea fiului ei. Eric a sugerat o căsătorie între Cecilia și Johann însă regele nu a vrut. În vara anului 1560 Johann a fost eliberat  după ce a fost obligat să jure în fața monarhului și a Consililui că nimic sexual nu a avut loc între el și Cecilia. Frații Ceciliei au scos o monedă cu Cecilia reprezentând pe Susanna în baie, indicând că ea este la fel de inocentă ca legendara Susanna din Biblie.
În 1563, Eric al XIV-lea a descoperit că Cecilia și sora ei au avut o petrecere în camerele lor la mijlocul nopții. Acest lucru a dus la o ceartă între Eric și Cecilia. Eric a instituit un nou protocol pentru curtea regală, în care surorile lui erau plasate sub observare strictă pentru a preveni stricarea reputației. Cecilia s-a opus deschis împotriva unui astfel de tra tament.
În iunie 1564, la Stockholm, Cecilia s-a căsătorit cu Christopher II, Margraf de Baden-Rodemachern (1537–1575). Nunta a fost mult mai puțin luxoasă față de cea a surorii ei Anna și se pare că n-au avut loc multe negocieri pentru realizarea căsătoriei. În spatele căsătoriei se pare că nu a stat nici un scop politic.

### Călătoria în Anglia
Imediat după nuntă ea a călătorit în Anglia, într-o vizită oficială de stat. A ajuns în toamna anului 1565 după o călătorie de 400 de mile pe apă și 750 de mile pe gheață și zăpadă.
Cecilia era angajat într-o corespondență cu regina Elisabeta timp de mai mulți ani și pare să fi simțit admirație pentru ea la nivel personal. Ea a cerut și a obținut de la Elisabeta o invitație în Anglia încă din 1562 și a învățat să vorbească limba engleză de la englezii din Suedia. Cecilia a plecat spre Anglia prin Estonia, Prusia, Polonia și Germania (fără a vizita casa soțului ei) la Anvers, în Țările de Jos spaniole. A reușit să se întâlnească cu fratele ei Ioan aflat în închisoare înainte de plecarea ei, iar când a ajuns în Estonia suedeză, regele Eric a cerut guvernatorul său din Reval să o țină sub supraveghere, suspectând că îi este loială celuilat frate al lor decât lui. În ducatul Prusia, ea a cerut cu succes ducele să lucreze cu monarhul danez pentru a-l elibera pe fratele ei Ioan. În timpul șederii sale la sora ei, Catarina în Frisia de Est, se crede că a discutat despre detenția lui Ioan deoarece la scurt timp ea a trimis o scrisoare furioasă lui Eric despre detenția lui Ioan.
În septembrie 1565 Cecilia a plecat spre Anglia de la Calais. A primit Casa Bedford din Londra ca reședință, fiind bine primită de contesa de Sussex și soția lui William Cecil. După câteva zile de odihnă, Cecilia și-a făcut intrarea oficială la Londra, pe 11 septembrie, îmbrăcată în catifea neagră împodobită cu argint și înconjurată de doamnele ei de onoare îmbrăcate în roșu. Potrivit ambasadorului spaniol în Anglia, Cecilia a fost primită foarte frumos de Elisabeta. le au participat la mai multe nunți și cine împreună; la Crăciunul din 1565 Cecilia a primit comuniunea direct după Elisabeta iar soțul ei a primit un venit atâta timp cât îi va permite Ceciliei să rămână în Anglia. În timp ce era în Anglia a născut primul ei copil, Edward, care a fost botezat de Elisabeta.
Vizita Ceciliei în Anglia a fost în parte de a o convinge pe regina Elisabeta I să se căsătorească cu fratele ei vitreg, regele Eric al XIV-lea. De asemenea, ea voia să recruteze pirați englezi pentru a ataca navele daneze, germane și poloneze ostile în Marea Baltică. În ianuarie 1566 Eric i-a dat sarcina de a negocia o alianță între Suedia și Anglia pentru a asista Suedia în încercarea sa de a face pace în războiul dintre Suedia și Danemarca. Există rapoarte contradictorii cu privire la modul în care ea a gestionat aceste negocieri. Cecilia a încercat să o facă pe Elisabeta să se amestece în problema fratelui ei Ioan iar în octombrie Elisabeta i-a scris lui Eric și i-a cerut să-l elibereze pe Ioan. Cecilia a fost în contact strâns cu ambasadorul spaniol la curtea engleză, pentru că pământurile soțului ei erau parțial plasate în Luxemburgul spaniol.
Relația dintre Cecilia și Elisabeta s-a deteriorat din cauza contactului apropiat al Ceciliei cu ambasadorul spaniol, și din cauza scandalurilor provocate de datoriile ei. Cecilia a dobândit datorii enorme din cauza stilului de viață pe care l-a considerat în conformitate cu statutul ei de la curte. În noiembrie 1566 soțul ei a fost obligat să plece în Germania încercând să împrumute bani pentru ea. În martie, Christopher a venit în Anglia, în secret, și a încercat să o răpească Cecilia de creditorii ei, dar a fost descoperit și închis de către creditorii. Elisabeta l-a eliberat, dar acest lucru a încheiat prietenia dintre Cecilia și regină.

### Contesă de Arboga
În august 1565, Cecilia, la aproape 25 de ani, a ajuns la Baden-Rodemachen, unde a stat cinci ani. Războiul religios din Olanda era în desfășurare și trupele ducelui de Alba s-au mutat în jurul teritoriului ei de reședință și au ocupat moșiile ei provocându-i o primejdie economică. În 1569, a doua jumătate a Baden, Baden-Baden, a fost moștenit de nepotul minor al soțului ei și plasat sub domnia catolică a lui Albert I de Bavaria, care a tratat protestanții cu brutalitate. Cecilia i-a scris fratelui ei Ioan al III-lea al Suediei și a declarat că se teme pentru siguranța lor, cerând permisiunea să se întoarcă în Suedia.
În toamna anului 1573 s-a pregătit un complot pentru asasinarea regelui Ioan al III-lea. Complotul a fost condus de Charles de Mornay, care era ăn contact cu Cristina a Danemarcei și ambasadorul francez la Copenhaga Charles Dancay. În septembrie 1574 complotul a fost descoperit și Charles de Mornay a fost arestat, interogat și executat. Se pare ca Ioan al III-lea a banuit-o pe Cecilia că a pregătit o rebeliune împotriva lui: în 1573 el a ordonat ca Ceciliei să nu i se permită accesul la Castelul Stockholm în absența lui, iar în 1574, după descoperirea complotului el a ordonat guvernatorului de Östergötland s-o supravegheze pe Cecilia și să nu-i permită accesul în nici un castel regal.
La 2 august 1575, soțul Ceciliei a murit și fiu și fiul ei minor Edvard Fortunatus i-a succedat ca Margraf de Baden-Rodemarchern.v Deși contractul de căsătorie stipula ca în situația asta Cecilia să fie regentă, profitând de absența ei, sorcrii au confiscat documentul care îi asigura drepturile la succesiune și au preluat controlul și asupra teritorile sale ca zestre. Cecilia s-a convertit la catolicism ca măsură de a asigura drepturile copiilor ei la teritoriile soțului ei.
În vara anului 1578 ambasadorul spaniol Francisco de Eraso a sosit în Suedia. Ioan al III-lea dorea să facă o alianță cu Spania pentru a preveni Danemarca și Polonia să interfereze în războiul suedez împotriva Rusiei. De asemenea, el dorea asistență spaniolă pentru a securiza teritoriile italiene la care avea dreptul  de pe urma soacrei sale, Bona Sforza. Cecilia l-a invitat pe Eraso la Arboga și a început propriile negocieri cu el. Ea i-a sprijinit planurile de a-l face guvernatorul spaniol și i-a oferit propria flotă pirat pentru a-i servi în războiul spaniol, în Țările de Jos. Când negocierile lui Ioan cu Spania au eșuat el a devenit suspicios la relațiile Ceciliei cu Eraso. Ioan l-a plasat pe Eraso în arest la domiciliu și i-a interzis orice contact cu Cecilia. Totuși, în noaptea din 17-18 iunie 1579 Cecilia a ajuns în secret la Stockholm pentru a-l vedea pe Eraso. Ea și alaiul ei au fost capturați de pază și dusă la regele Ioan, provocând o scenă între frați. La scurt timp după aceea, Cecilia a revenit în Germania urmată de Francisco de Eraso.

### Baden
După întoarcerea la Baden în 1579, Cecilia a căutat să preia controlul asupra teritoriilor ei Dower și Baden-Rodemachen de la rudele soțului ei în numele fiului ei. Francisco de Eraso și Cecilia au trăit împreună la Baden, pentru un timp, înainte ca Eraso să-și continue drumul spre Spania. În acest timp ea a dat naștere unei fetițe, lucru care a provocat un scandal, ea fiind la acel moment văduvă de patru ani. Fiica ei a fost plasat la mănăstirea Liethentahl de către fiul ei Edvard Fortunat împotriva voinței Ceciliei, care nu a fost lăsată să-și vadă fiica până în 1622; fata s-a călugărit și este cunoscută doar după numele ei de călugăriță, Charitas.
În lupta ei împotriva familiei soțului ei a fost susținută de către legatul papal Antonio Possevino, Eraso și de Ioan al III-lea. Celălalt fratele al ei Carol al IX-a a rupt relația cu ea după nașterea fiicei nelegitime. În cele din urmă a pierdur sprijinul lui Ioan, care în 1581 i-a refuzat cererea de întoarcere în Suedia.  Cecilia a trăit cu venitul de pe domeniile suedeze, însă acestea au fost confiscate de Ioan în 1585, după opoziția ei la căsătoria lui cu Gunilla Bielke.
În 1588, fiul ei Edvard Fortunat a preluat controlul asupra Baden-Rodemachen.